# Forza Motorsport 6
Forza Motorsport 6 es un videojuego de carreras desarrollado por Turn 10 Studios y distribuido por Microsoft Studios para Xbox One y para Windows 10 como Forza Motorsport 6: Apex. Fue revelado durante el Salón del Automóvil Internacional de Norteamérica en Detroit, Michigan el 12 de enero de 2015. Es el sexto juego de la serie Forza Motorsport.

## Desarrollo
Forza Motorsport 6 fue revelado por primera vez al público como parte del Salón del Automóvil Internacional de Norteamérica en Detroit, Michigan el 12 de enero de 2015. El anuncio fue hecho el mismo día que la Ford Motor Company mostró su nuevo producto, el superdeportivo Ford GT.
Ford y Microsoft han llegado a un exclusivo acuerdo que conseguirá que el Ford GT sea la portada del juego, uno de los coches nuevos que incluye el juego, que es la nueva versión del Ford F-150 Raptor y del Ford Mustang GT350, coches también disponibles en el. De acuerdo con Henry Ford III, los videojuegos conseguirán "una nueva forma de clientela y de llegar a los consumidores". Además esto le ha dado a Turn 10 Studios, el equipo desarrollador de la franquicia Forza Motorsport, acceso directo a los proyectos de Ford como es al nuevo GT. Los trabajadores de Turn 10 son los únicos que saben de este nuevo coche. De acuerdo con John Wendl de Turn 10, "es la primera vez que sacamos un juego a la vez que un coche".
Dan Greenawalt, cabeza de Turn 10 Studios, ha dicho, que el juego se podrá ver durante el E3 2015. Microsoft ha anunciado que saldrá a la venta el 15 de septiembre de 2015. Casualmente 2015 es el 10.º aniversario de la franquicia Forza Motorsport.
Habrá 27 circuitos en total, incluyéndose 7 nuevos: Brands Hatch, Circuito de las Américas, Daytona, Lime Rock Park, Monza, Virginia International Raceway y Watkins Glen, además de todos los circuitos que regresen de Forza Motorsport 5, dos de Forza Motorsport 4: Hockenheimring y Sonoma y el de Rio de Forza Motorsport, pero con nuevo circuito.
También se lanzó como DLC hasta 10 de los coches más populares de la saga Fast & Furious